# Tetla, Hidalgo
Tetla är en ort i Mexiko.   Den ligger i kommunen Yahualica och delstaten Hidalgo, i den sydöstra delen av landet, 180 km norr om huvudstaden Mexico City. Tetla ligger 526 meter över havet och antalet invånare är 662.
Terrängen runt Tetla är kuperad. Runt Tetla är det ganska tätbefolkat, med 100 invånare per kvadratkilometer. Närmaste större samhälle är Xochiatipan de Castillo, 12,2 km sydost om Tetla. I omgivningarna runt Tetla växer huvudsakligen savannskog.